# 内野壮児
内野 壮児（うちの そうじ、1908年11月22日 - 1980年12月26日）は、昭和時代の社会運動家。労働運動研究所代表理事。日本共産党中央委員候補。

## 経歴
長崎県下県郡鶏知町（現対馬市）に生まれる。1928年旧制第一高等学校を卒業、東京帝国大学文学部に入学。入学と同時に新人会に加入、柳島のセツルメント労働学校を運営。同年9月検挙され、東大を中退。1929年日本労働組合全国協議会（全協）関東金属労働組合大崎支部書記を経て同本部常任委員となり、以降オルグ活動に従事。1930年6月全協本部を批判して全協刷新同盟（刷同）の結成に参加、同年10月プロフィンテルンの決議により刷同を解散。1933年全協日本金属労働組合に復帰。1934年5月検挙、同年9月起訴猶予で釈放。1935年10月労働雑誌社の創立、『労働雑誌』の創刊に参加。1936年12月党再建運動の容疑で検挙され、1940年懲役2年執行猶予2年（増山太助『戦後期左翼人士群像』では懲役2年執行猶予4年）。1941年2月再検挙、執行猶予取り消しのうえ2年半が追加され、敗戦後の1945年10月に釈放。ただちに日本共産党に入党、本部勤務員となった。1950年6月アカハタ経済部長、編集委員としてGHQにより公職追放。共産党が分裂した「五〇年問題」では国際派に所属。1955年7月の六全協後にアカハタ編集局員に復帰、1957年編集局次長、1958年7月の第7回党大会で中央委員候補、宣伝教育副部長。
党章論争では構造改革派の立場をとり、1961年7月第8回党大会を前に離党した中央統制監査委員会議長・春日庄次郎に続いて、中央委員・山田六左衛門、西川彦義、内藤知周、亀山幸三、中央委員候補・原全五とともに脱党、除名された。同年10月に社会主義革新運動準備会（社革）を結成。社革では連絡協議会組織を目指す春日議長、山田副議長、原らと、前衛党結成を目指す内藤事務局長、西川、内野らが対立し、1962年に春日らが脱会、1963年9月に社会主義革新運動に改称。1967年共産主義労働者党（共労党）の結成に参加。1969年5月の共労党第3回大会で新左翼系のいいだ派と対立、同年7月に内藤、原、長谷川浩、松江澄らと労働者党全国連絡会議を結成、9月に労働運動研究所（労運）を設立した。

## 著書
- 『共産主義辞典』 小林英三共編、日新書店、1949年8月

## 関連文献
- 春日庄次郎編『社会主義への日本の道――日本共産党綱領草案への意見書』新しい時代社、1961年8月
- 労働運動研究所編『全協刷新同盟の問題――内野壮児追悼集』内野薫子、1991年4月